# Harold Ambellan
Harold Ambellan fue un escultor estadounidense, residente en Francia desde 1954. Nació el 24 de mayo de 1912 en Búfalo (Nueva York) y fallecido el 21 de abril de 2006 en Arlés. 

## Datos biográficos
Harold Ambellan nació el 24 de mayo de 1912 en Buffalo, Nueva York. En 1930 mientras estudiaba escultura y artes plásticas en Buffalo, se le concedió una beca para la Liga Estudiantil de Arte (del inglés: Art Student League), donde pasó los siguientes dos años. Desde 1935 a 1939, fue uno de los muchos artistas estadounidenses que se beneficiaron del Proyecto Federal de Arte de Roosevelt, Ambellan creó una serie de esculturas murales bajo el título Familia y aprendizaje, para el Parque de los Tribunales Willert (un proyecto de vivienda pública en Buffalo), así como una escultura para el Brooklyn College en Nueva York. También fue uno de los artistas destacados en la exposición colectiva de 1938, "Subway Art", en el Museo de Arte Moderno. Ambellan fue elegido Presidente del Gremio de Escultores de América en 1941, el mismo año que su obra fue expuesta en muestras colectivas, tanto en el Museo Metropolitano de Arte en Nueva York y como en la Academia de Bellas Artes de Filadelfia.
En 1942, como miembro de la Marina de los EE. UU., Ambellan participó en la liberación de Normandía. A su regreso a Nueva York, pasó dos años enseñando arte tridimensional en la Workshop School. Aunque los artistas que fue conociendo y entablando amistad en Nueva York estaban dedicados al expresionismo abstracto, Ambellan mantuvo su compromiso con la figuración, tanto en la escultura como en la pintura. Debido a su amplia aproximación humanista al arte - y su creencia de que el arte estaba ligado a todo hombre - se convirtió en una víctima de la ola de macartismo que azotó el país, que culminó con su decisión de exiliarse a Francia en 1954. Tenía la intención de permanecer en Francia durante un año, pero más tarde decidió hacer su casa allí.
Después de vivir varios años en Montparnasse, una de las principales comunidades artísticas de París, Ambellan decidió instalarse en el antiguo enclave de las ciudades griegas y romanas de Antibes en la Costa Azul. En 1980, se estableció en la ciudad Provenzal de Arlés, donde vivió hasta el final de su vida (abril de 2006). En Francia, continuó su exploración de la figura humana en el arte, con un cambio de énfasis a lo largo de los años desde la escultura a la pintura. Mientras exhibía en toda Europa (culminando con dos retrospectivas: en 1976, en el Museo Baden en Solingen, Alemania, y en 2001, en el Espacio Van Gogh en Arlés), creó, sobre todo, una colección de medallas para la Monnaie de Paris, así como una escultura monumental y varias obras más pequeñas para la colección de Nathan Cummings. Llamándose a sí mismo artesano, Ambellan trabajó todos los días, en ocasiones pintando sobre pedazos de papel y correspondencia que se encontraban esparcidos sobre la mesa de su estudio. Se refirió a fuentes tan diversas como el expresionismo alemán y el cubismo, al arte griego, indio y africano como hitos principales y fuentes de inspiración de su arte.
Como artista del hombre común, Ambellan se deleitaba con el hecho de que su obra estaba tan presente en los hogares y apartamentos en toda Europa como en las galerías de la zona. Desde su grandiosa esculturas a los más pequeño apuntes sobre el papel, Ambellan dedicó su vida al estudio de la forma humana: sus líneas y curvas, sus movimientos, su singularidad, así como su yuxtaposición y sensualidad. La belleza de su trabajo toca al espectador en un nivel visceral y su pureza se dirige directamente al espíritu.
Rodeado de familiares y amigos, Harold Ambellan falleció en Arlés el 21 de abril de 2006.

## Exposiciones y encargos
1935: Exposición Galería ACA, Nueva York. 
1936-38: Federal Art Project - Proyecto Federal de Arte:
esculturas murales del Willert Park Courts, Búfalo.
Escultura para la Universidad de Brooklyn, Nueva York.
Esculturas de animales para el Zoo de Búfalo.
1937: Exposición colectiva con el Grupo Bombshell, Nueva York. 
1938: Exposición colectiva Subway Art, Museo de Arte Moderno de Nueva York. 
1939: Exposición de la Federación de Pintores y Escultores, Galería Wildenstein, de Nueva York. 
1941: Exposición colectiva, Metropolitan Museum of Art, Nueva York. Exposición en la Academia de Bellas Artes de Pensilvania, Filadelfia. 
1942: Relieve en yeso Gardeners, Oficina de Correos, Metuchen, Nueva Jersey. 
1947: exposición de esculturas con Robert Cronbach, Gallería 44th Street, Nueva York. 
1950: Exposición en la Galería Salpeter, Nueva York. 
1953: Escultura para la sala de exposición de Wedgwood, Nueva York. 
1961: Exposición en la Galería Jean Camoin, París. 
1971: Exposición en la Galería Schneider de Roma. 
Exposición en la Galería du Port, Rolle, Suiza.
1972: escultura monumental y varias piezas para la colección de Nathan Cummings, de Chicago. 
1976: Exposición retrospectiva, en el Museo de Solingen, Alemania. 
1978: Exposición en la Galería Van Remmen, Solingen, Alemania 
1980: Exposición Voir le voir, Arlés, Francia. 
1981: Exhibition Baux de Provence 1982: Exhibition Galerie du Cercle, París. 
1981: Exposición en Baux de Provence, 
1982: Exposición en la Galerie du Cercle de París. 
Exposición Centro Cultural de la Juventud, durante el Festival de Danse d'Istres, Marsella.
Exposición Galería Van Remmen, Solingen, Alemania.
1983: Exposición en la Glass Gallery de Nueva York. 
1987: Exposición de esculturas, Cannes. 
Exposición en la Glass Gallery de Nueva York.
1988: Exposición en la Galerie du Forum, Arlés. 
1990: Exposición en la Galerie Art et Communication, París. 
Exposición en la Glass Gallery de Nueva York.
1991-1994: Exposición de Arte Olímpico, La Défense, en París. 
Mural de cerámica, Le Home, Albertville, Francia.
Exposición Hommage à Ambellan, Actes Sud, Arlés.
Exposición en la Galerie Réattu, Arlés.
Exposición en la Van Remmen Gallery, Solingen, Alemania.
Subasta pública, Griffin, Londres.
Ssubasta pública, Drouot, París.
1999: Exposición Le Bois Retrouvé', París. 
2000: Exposición en la Galerie Michèle Paureau, París. 
2001: Exposición retrospectiva, Espace Van Gogh en Arlés. 